# Gilbert Marie N’gbo Aké

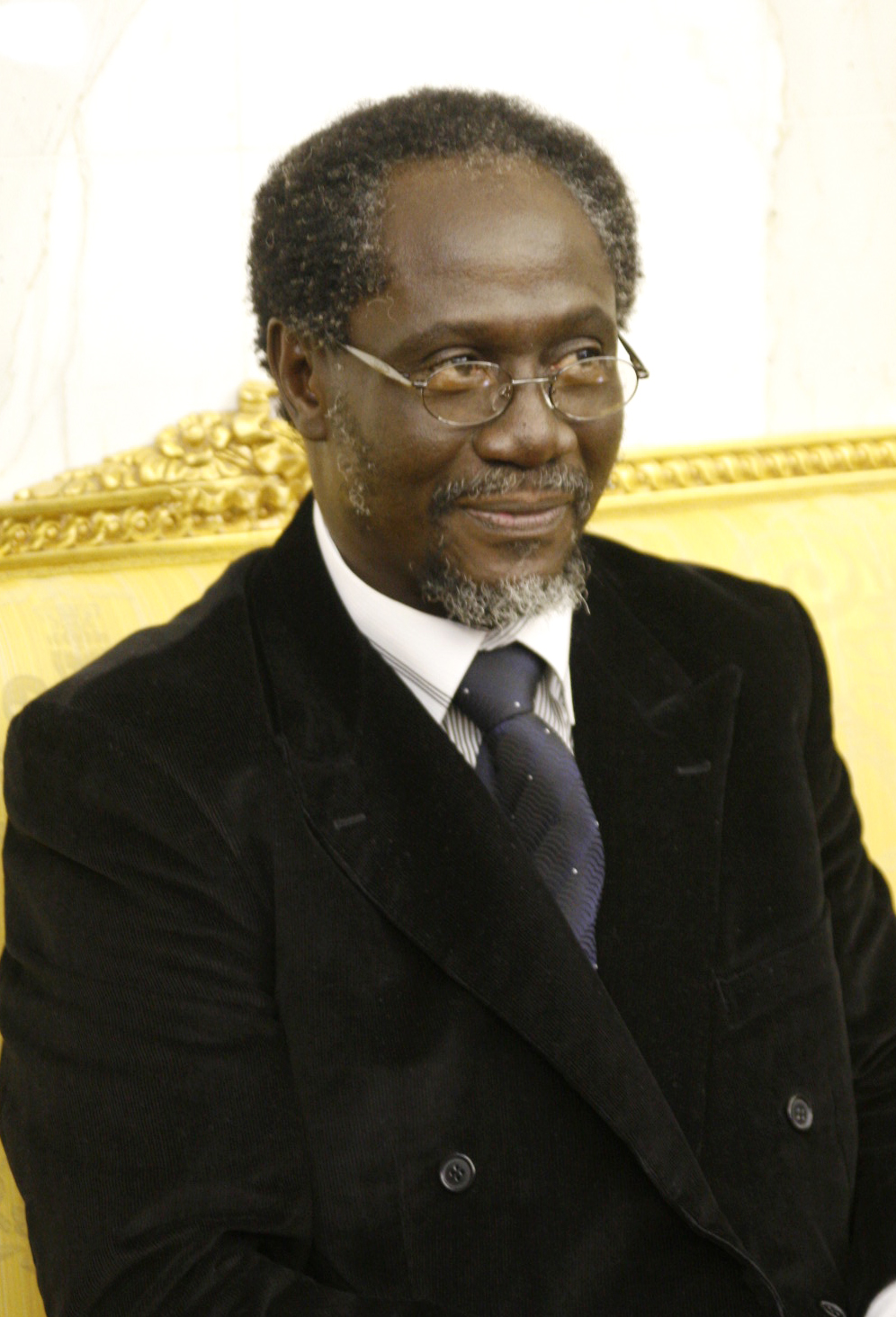
Gilbert Marie N’gbo Aké, 2010

Gilbert Marie N’gbo Aké (* 8. Oktober 1955 in Abidjan) ist ein Wirtschaftswissenschaftler, ehemaliger Präsident der Université de Cocody in Abidjan und Politiker in der westafrikanischen Elfenbeinküste. Am 5. Dezember 2010 wurde er von Laurent Gbagbo, dem international nicht anerkannten Präsidenten der Elfenbeinküste zum Premierminister der Regierung Aké N’Gbo ernannt.
Die Regierung Gbagbos ist jedoch weder von der UNO, noch von der Europäischen Union oder den übrigen Staaten Westafrikas anerkannt, da laut Wahlkommission und internationalen Beobachtern der Sieger der Präsidentschaftswahlen in der Elfenbeinküste 2010 nicht Gbagbo, sondern sein politischer Gegner Alassane Ouattara ist, der nicht Aké, sondern Guillaume Soro zum Premierminister und Chef der Regierung Soro III ernannte.